# Viajar (Argentina)
Viajar TV (conocido hasta diciembre de 2011 como Argentina en HD) es un canal de televisión por suscripción argentino que emite desde Buenos Aires. Es operado por Non Stop TV, una empresa de producción involucrada en el desarrollo de los programas de The Walt Disney Company como Zapping Zone, Art Attack, Highway.

## Historia
Comenzó emitiendo originalmente como Argentina en HD, emitía 24 horas al día de vídeos con imágenes de los más variados lugares de la Argentina, mientras de fondo suena música instrumental suave. Como particularidad, y a pesar de lo que indica el antiguo nombre de la emisora, ésta no emitía en HD, sino en resolución estándar con proporción 4:3.
Actualmente su programación consta de miniprogramas sobre turismo, pesca y fauna grabados en numerosas partes del país. Emite las 24 horas en bloques de 6 horas que se repiten 4 veces al día. 
El 15 de julio de 2017, fue reemplazado por Crónica TV en la TDT debido a una reorganización de grilla que llevó adelante el Sistema Federal de Medios y Contenidos Públicos, que es el organismo gubernamental encargado de administrar los contenidos de las señales de la TDT que opera RTA.
Desde el 1 de febrero de 2018 el canal ingresa a la grilla de Cablevisión digital y Flow en el dial 423 en resolución SDTV 480i, widescreen.